# Jaroslav Kábrt
Jaroslav Kábrt (3. ledna 1903, Praha – 6. února 2007, Brno) byl český vysokoškolský pedagog, veterinární lékař, odborník na chov, genetiku, výživu a dietetiku domácích zvířat, autor vědeckých a odborných prací a spoluautor knižních publikací.

## Mládí a studia
Jaroslav Kábrt se narodil v Praze, ale velmi brzy se přestěhovala rodina do Tábora, kde byl jeho otec správcem (ředitelem) družstevní mlékárny. Jaroslav absolvoval táborskou reálku (1914–1922) a protože se již od útlého mladí zajímal o zvířata (např. cvičil hlídací psy) a v mlékařském družstvu se také seznámil s mnoha problémy živočišné produkce, začal v roce 1922 studium nové Vysoké školy zvěrolékařské v Brně. Zde byl jako student demonstrátorem profesora MUDr. Edwarda Babáka (prvního rektora VŠZ). Promoval v roce 1927. Svůj vyhraněný zájem o chov hospodářského zvířectva Kábrt dokázal plných sedm let jako asistent na zootechnickém ústavu.

## Veterinář a pedagog
Po absolutoriu VŠZ začal jako MVDr. svoji praxi – městský veterinář v Kouřimi u Kolína. V letech německé okupace (1939–1945) byl krátce internován v pracovním táboře, ale jinak působil jako odborný úředník při zemědělských radách v Praze, Brně a Opavě. Po roce 1945 působil opět ve státní veterinární službě, sloužil také u podniku Státní statky Brno, v roce 1951 se vrátil zpět na vysokou školu do Brna – na tehdejší Veterinární fakultu, kde byl pověřen vést Ústav výživy a krmení hospodářských zvířat (Ústav výživy a dietetiky). V jeho čele byl až do roku 1970, kdy odešel do důchodu. Ústav si pod jeho vedením vydobyl jméno i za hranicemi. V roce 1954 byl Jaroslav Kábrt habilitován (jmenován docentem) a v roce 1966 byl jmenován profesorem Vysoké školy veterinární v Brně.

## Odborník a publicista
Profesor Kábrt je uznáván také jako vědec; pracoval zejména na koncepci moderní výživy, vyžíval nové vědecké poznatky, zdůrazňoval vztah mezi výživou, zdravotním stavem a reprodukcí zvířete. Kladl důraz na prevenci, na souvislost metabolických poruch se způsobem výživy – přispěl tím k lepší diagnostice metabolických poruch. Odmítl nadměrnou technologizaci a větší užívání umělých preparátů při výživě hospodářských zvířat. Získané praktické zkušenosti a své výsledky a názory předával jak studentům, tak okruhu pracovníků na specializovaných pracovištích ve veterinární síti. Svou pedagogickou činnost doplňoval také rozsáhlou publikační aktivitou na úrovni vědecké, odborné i populární. Působil v řadě vědeckých institucí, ve vědeckých radách a různých komisích. Byl členem redakčních rad několika odborných i vědeckých časopisů.

## Připomínání
I po svém odchodu do důchodu udržoval velmi úzký vztah ke své alma mater. Jako emeritní profesor docházel do ústavu a také se zajímal o dění na univerzitě.
- Na počest svého bývalého pedagoga se konají na Veterinární a farmaceutické univerzitě Brno, resp. Fakultě veterinární hygieny a ekologie Kábrtovy dietetické dny. Na jejich VI. ročníku byl 5. května 2005 na slavnostním zahájení profesor Kábrt ve svých 102 letech osobně přítomen.
- Za mimořádný přínos česko-slovenskému veterinárnímu lékařství rektoři brněnské Veterinární a farmaceutické univerzity a košické Univerzity veterinárního lékařství jmenovali čestným doktorem vědce Jaroslava Kábrta (počátkem roku 2003 krátce po jeho 100. narozeninách).
- Pro širší veřejnost je znám nejen z jezdeckého sportu a kynologie, ale i jako veterinární lékař, po němž je pojmenován jeden z pavilónů vysokoškolského kampu (areálu) Veterinární a farmaceutické univerzity Brno.
- Zpracoval (v roce 1996) celou řadu vzpomínek; Univerzita je potom vydala jako knihu: Vzpomínky jubilanta / Jaroslav Kábrt. 1. vydání. Brno: Veterinární a farmaceutická univerzita, 2005. ISBN 80-7305-526-0
- Profesor MVDr. Jaroslav Kábrt, Dr.h.c. zemřel ve věku 104 let – jako jeden z nejstarších Brňanů a Jihomoravanů – v úterý 6. února 2007 v domově důchodců na Pálavském náměstí v Brně-Vinohradech.